# Hôtel de Lamballe
Pour les articles homonymes, voir Lamballe (homonymie).
L'hôtel de Lamballe est un hôtel particulier situé dans le 16e arrondissement de Paris. Construit au XVIIe siècle, il est détruit dans l'entre-deux-guerres et reconstruit à l'identique ; il est de nos jours le siège de l'ambassade de Turquie en France.

## Accès
L'entrée principale est située 16, avenue de Lamballe, masquée par un bâtiment contemporain. Un accès secondaire se trouve 17, rue d'Ankara.
Le site est desservi par la gare du RER C Avenue du Président-Kennedy et par les stations de métro Passy (ligne 6) et La Muette (ligne 9).

## Origines du terrain
Sous l'Ancien régime, le village de Passy conquiert une partie de l'aristocratie et de la bourgeoisie parisiennes, qui vient s'y ressourcer loin du tumulte de la capitale (à l'époque, Passy est à l'extérieur de Paris). Certains s'y font construire des villégiatures, comme ce qui deviendra l'hôtel de Lamballe,.

## Histoire

### Premiers propriétaires
Au XVe siècle, le site accueillait un couvent.
Une maison est construite au XVIIe siècle. Son premier propriétaire connu est Jean de Paci. Son sixième, le conseiller du roi Claude Chahu, rachète la demeure en 1653 et fait construire le corps de logis principal en face de la Seine, reliant les bassins du parc à l'alimentation de la source de Passy voisine. Il s'agit alors d'un lieu mondain. Le septième propriétaire, le financier François Berthelot, y ajoute un pavillon de billard ainsi qu'une orangerie et fait bâtir un mur côté Seine, isolant ainsi l'hôtel de la chaussée reliant Paris à Versailles. En 1672, il obtient un droit de sépulture dans l'église de Passy, droit qui se transmettra aux propriétaires de l'hôtel particulier jusqu'à la Révolution,.
En 1701, la propriété est louée par le duc de Lauzun, qui l'achète finalement en 1705. Âgé de 72 ans, il y vit avec sa femme, épousée à 15 ans alors qu'il en avait 63. À ce sujet, Saint-Simon écrit qu'elle avait pensé devenir rapidement veuve, alors qu'il lui faudra attendre 28 ans. La duchesse vit dans la bâtisse principale et le duc dans une maison plus en hauteur. Il transforme le premier édifice en une folie de deux étages comprenant chacun six grandes chambres, en plus d'un salon, une grande salle à manger, une chapelle, des cabinets et des baignoires en cuivre. Les ducs de Bourgogne et de Berry, ainsi qu'une princesse d'Angleterre, y sont reçus. Le duc meurt en 1734 et la duchesse vend la « folie Lauzun » à Mme de Saissac, une veuve qui y meurt en 1756 et dont hérite son petit neveu le duc de Chevreuse, lequel lègue ensuite le domaine à son fils le duc de Luynes,.

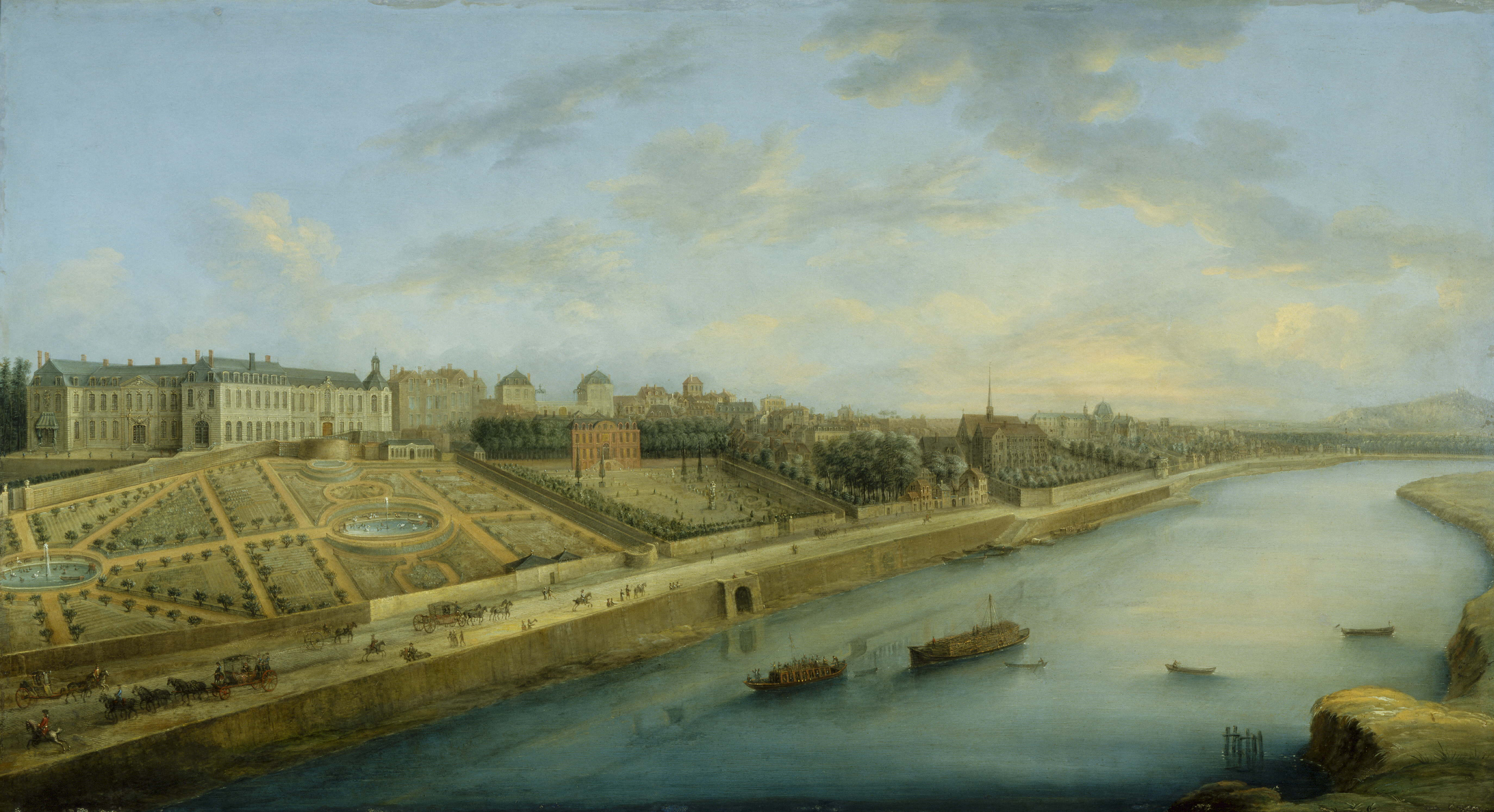
La toile de Grevenbroeck. La folie est le bâtiment du milieu, en brique rouge, dont on devine l'escalier, qui a la même configuration de nos jours.

Le musée Carnavalet possède deux vues du domaine par des peintres du XVIIIe siècle : Charles-Léopold Grevenbroeck en 1740 et Nicolas-Jean-Baptiste Raguenet en 1757.

### La princesse de Lamballe

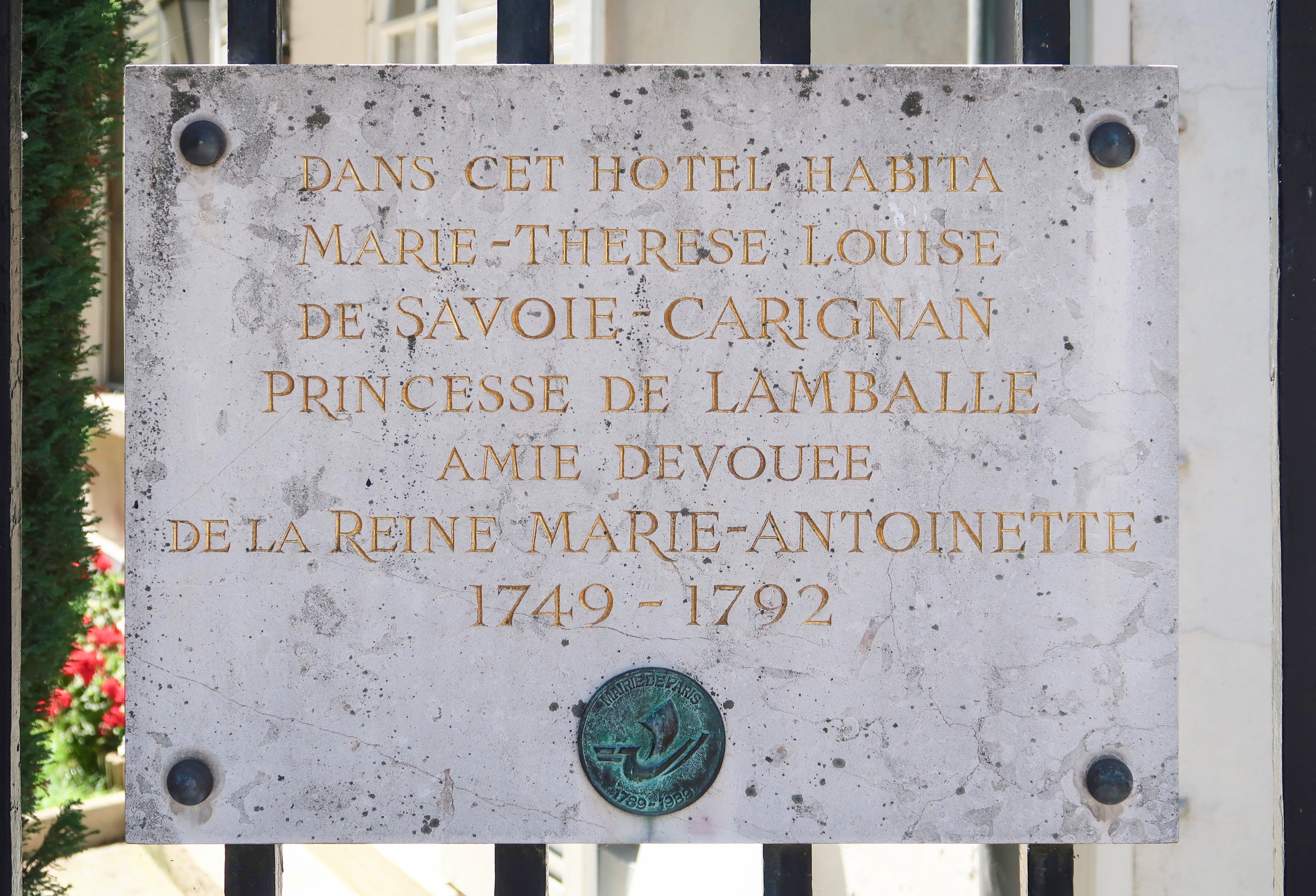
Plaque commémorative au 17, rue d'Ankara en hommage à madame de Lamballe.

En 1783, pour 110 000 livres, le duc vend l'hôtel à la princesse de Lamballe, cousine par alliance et amie de la reine Marie-Antoinette. L'hôtel prend désormais le nom de sa propriétaire. Il est décrit dans l'acte de vente comme « une grande maison et ses dépendances, sise à Passy, sur la vieille rue Basse dite des Roches, consistant en un grand corps de logis, plusieurs bâtiments joignant et séparés, cour, basse-cour, maison étant dans ladite cour, réservoir, pompes pour y faire monter l’eau, tuyaux, robinets, bassin et conduite pour les eaux, grande orangerie, terrasses, avenues d’arbres, grand jardin clos de mur descendant jusque sur le grand chemin de Paris à Auteuil, le tout se tenant, statues et bassins dans ledit jardin avec jets d’eau vive ». La princesse, veuve à 19 ans et sans enfant, vient calmer dans ce lieu éloigné de la cour ses crises d'anxiété, tout en se rapprochant de son beau-père, le duc de Penthièvre, qui réside non loin, au château de Boulainvilliers. Ensemble, ils participent à des œuvres de charité. Elle ne modifie pas la décoration de l'hôtel. Elle meurt, lynchée par la foule, pendant la Révolution, en 1792,.
L'hôtel de Lamballe  est ensuite mis sous séquestre et son mobilier vendu, dont les 3856 bouteilles de la cave à vin. Le séquestre est levé en 1796 et l'héritier de la duchesse loue la demeure à Monsieur Capon, lequel sous-loue à Jean-Pierre Blanchard, un aéronaute qui y ouvre un café-concert. En 1797, le banquier Charles-Joseph Baguenault le rachète,. Après lui, sa fille, Madame Sanlot ; son mari, le banquier Adrien-Gustave-Thibaut Sanlot-Baguenault, y donne des fêtes courues sous la Restauration.

### La clinique du docteur Blanche

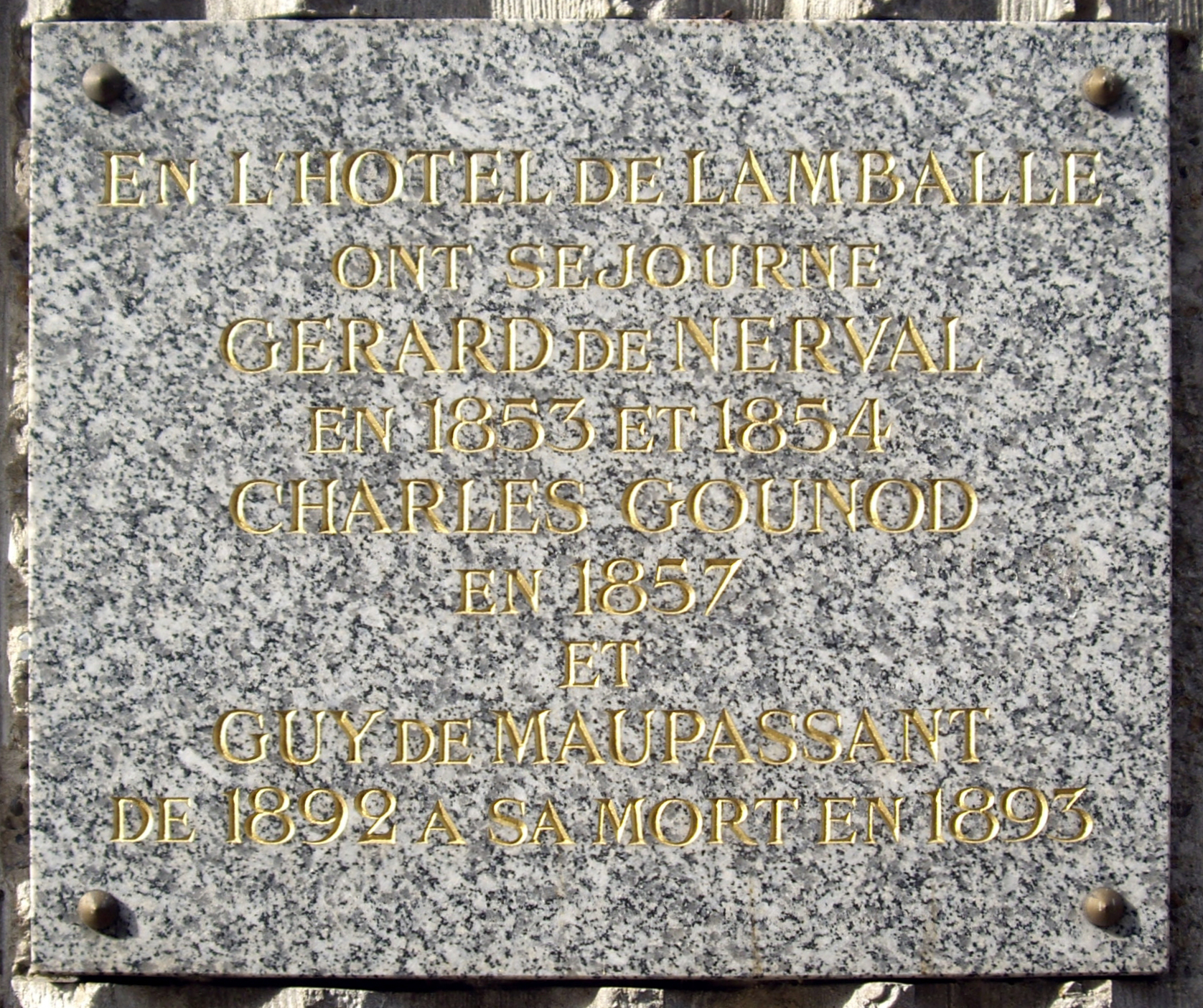
Plaque avenue de Lamballe, devant l'ambassade : « En l'hôtel de Lamballe ont séjourné Gérard de Nerval en 1853 et 1854, Charles Gounod en 1857 et Guy de Maupassant de 1892 à sa mort en 1893 ».

En 1846, les héritiers du banquier louent l'hôtel, qui s'étend alors dans un parc de cinq hectares, au docteur Esprit Blanche, qui y transfère depuis Montmartre sa clinique psychiatrique déjà réputée. En 1848, lors de son départ en exil, le roi déchu Louis-Philippe fait arrêter sa voiture devant l'établissement pour saluer le médecin. À sa mort en 1852, son fils aîné, le docteur Émile Blanche, lui succède, avant de céder l'établissement en 1872 à son confrère André Meuriot (est cependant conservée l'appellation de « clinique du docteur Blanche »). Le lieu accueille des dîners de personnalités philosophiques et artistiques (en particulier musicales, dont Berlioz, Bizet, Liszt, Rossini et Saint-Saëns), saines ou malades. Y sont notamment soignés le poète Gérard de Nerval, Juliette Grévy, sœur du président de la République, la comtesse de Castiglione, maîtresse de Napoléon III, le compositeur Charles Gounod, Théo van Gogh en 1890, ou encore Guy de Maupassant, qui y meurt en 1893,,. Le docteur Meuriot meurt en 1901.
En 1893, à l'occasion de la mort du fils Blanche, Le Gaulois décrit ainsi la clinique : 

« Située sur la pente de la colline de Passy, confinant avec Auteuil, où les jardins s'étendent presque jusqu'à la Seine, l'ancien hôtel de la princesse de Lamballe a changé d'hôtes et d'allures ; mais on ne s'en douterait guère en entrant dans ce beau et calme domaine. Une allée d'arbres touffus au bout de laquelle on aperçoit l'hôtel élégant et grandiose [...].
On a construit des pavillons ; on a partagé le parc en lots de différentes grandeurs, laissant le plus grand espace aux internés du grand établissement, et de petits jardins à chaque pavillon.
Les pavillons sont réservés aux internés que leur famille veut installer très confortablement, pour leur laisser l'illusion du chez soi. Les autres aliénés habitent la même maison, mais chacun a sa chambre et peut avoir son domestique spécial.
L'établissement est divisé en deux grandes catégories : hommes et femmes, et en deux divisions ; agités et maniaques. »

Dans Le Flâneur des deux rives (1918), Guillaume Apollinaire évoque les « frondaisons touffues qui débordent du grand jardin de la vieille maison de santé du docteur Blanche, toute une végétation luxuriante qui jette une ombre fraîche sur le vieux chemin » (la rue Berton).

### De l'entre-deux-guerres à l'ambassade de Turquie
Les héritiers de Meuriot vendent une partie du parc à des promoteurs immobiliers, qui créent sur ce terrain les avenues de Lamballe et du Général-Mangin, leurs abords étant lotis. L'hôtel est acquis en 1922 par un pilote de guerre et diplomate, le comte André Marie Adrien de Limur (1890-1971). Sa seconde épouse, l'Américaine Helen Victoire Crocker (1896-1966), charge l'architecte Jacques Gréber de restaurer la bâtisse. Mais remarquant qu'elle est sur le point de s'effondrer, le couple préfère la faire démolir pour la reconstruire à l'identique, si ce n'est le matériau utilisé, désormais de la pierre de taille, l'ajout d'une vaste salle à manger et des cuisines modernes. Ne subsistent du bâtiment originel que les 19 marches du perron. Les travaux durent une décennie et sont financés grâce à la fortune de la comtesse, qui remeuble avec soin le nouveau édifice, aux côtés du décorateur d'intérieur Monsieur Sauvage,.
Pendant la Seconde Guerre mondiale et l'Occupation, la Gestapo réquisitionne l'hôtel de Lamballe avant de le rendre à la famille Limur, sans pillage ni dégradation. Le cinéaste Jean de Limur (frère d'André, parti aux États-Unis en 1939 puis à Londres auprès du général de Gaulle) s'installe dans l'hôtel particulier et y reçoit ses amis du monde du spectacle. L'actrice Danielle Darrieux y rencontre le diplomate dominicain Porfirio Rubirosa, qui deviendra son mari.
En 1942, Jean de Limur y tourne le film L'homme qui joue avec le feu avec, notamment, Ginette Leclerc.
Revenu en France après la Libération, André de Limur invite le général Dwight D. Eisenhower à établir son quartier général dans l'hôtel de Lamballe, dans l'éventualité où il conduirait l'invasion de l'Allemagne depuis Paris.

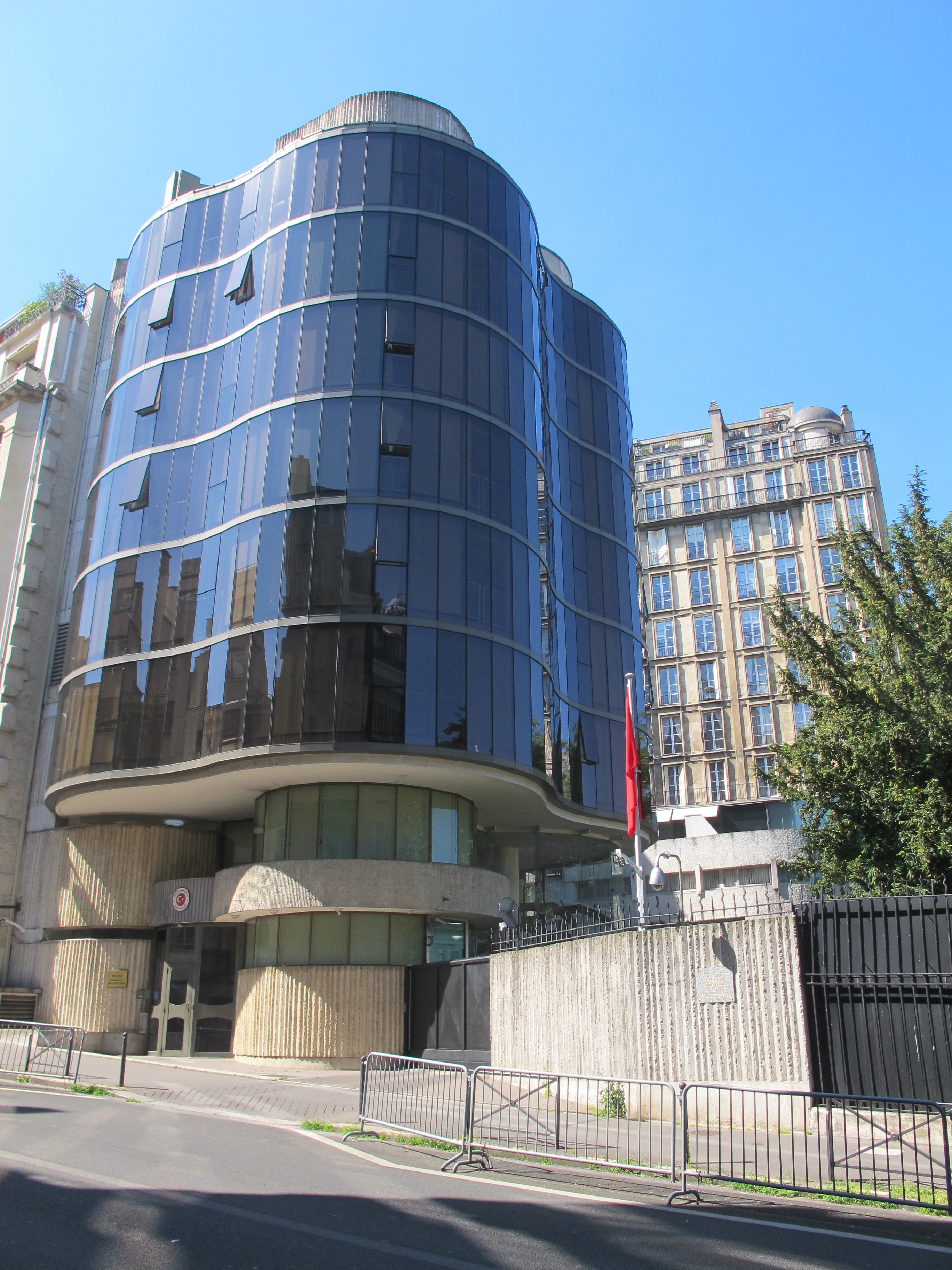
Le bâtiment contemporain de l'avenue de Lamballe.

En 1944, Numan Menemencioğlu est nommé ambassadeur de Turquie en France. Sa nièce, Nevin Menemencioğlu (devenue attachée culturelle de l'ambassade), découvre par hasard l'hôtel de Lamballe, alors vide, et l'incite à le louer pour le compte de la légation turque. Chose faite fin 1945. Le bâtiment est finalement racheté par la République turque en 1951,,.
À l'extrémité ouest de la propriété, longeant l'avenue de Lamballe, le gouvernement turc fait construire en 1972 un bâtiment contemporain pour accueillir la chancellerie de l'ambassade, libérant ainsi le salon de musique de l'hôtel de Lamballe, où est alors installé un piano à queue.
L'hôtel est rénové durant trois ans au début des années 2000.

## Architecture

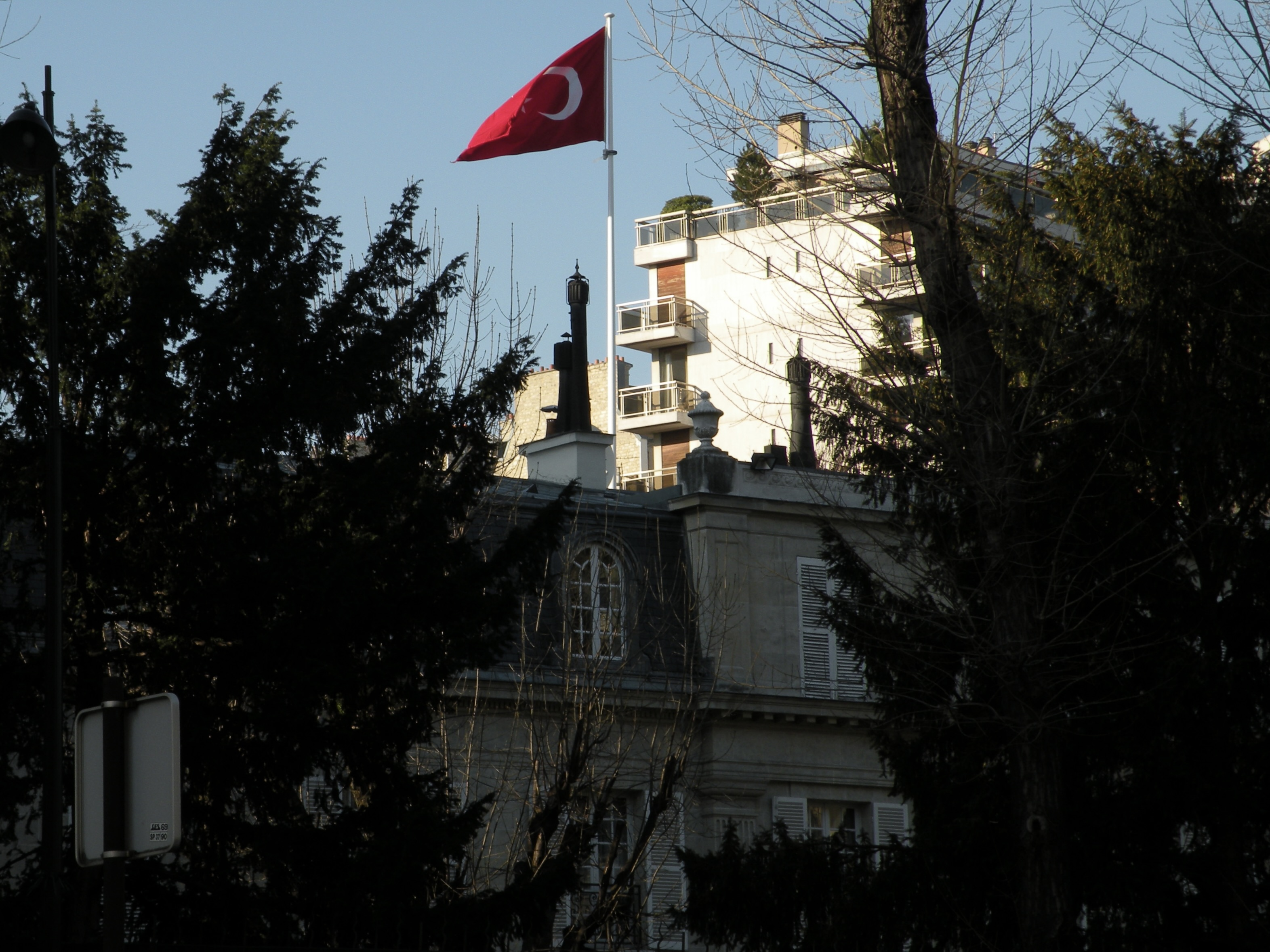
Le drapeau turc flottant au-dessus de l'ambassade.

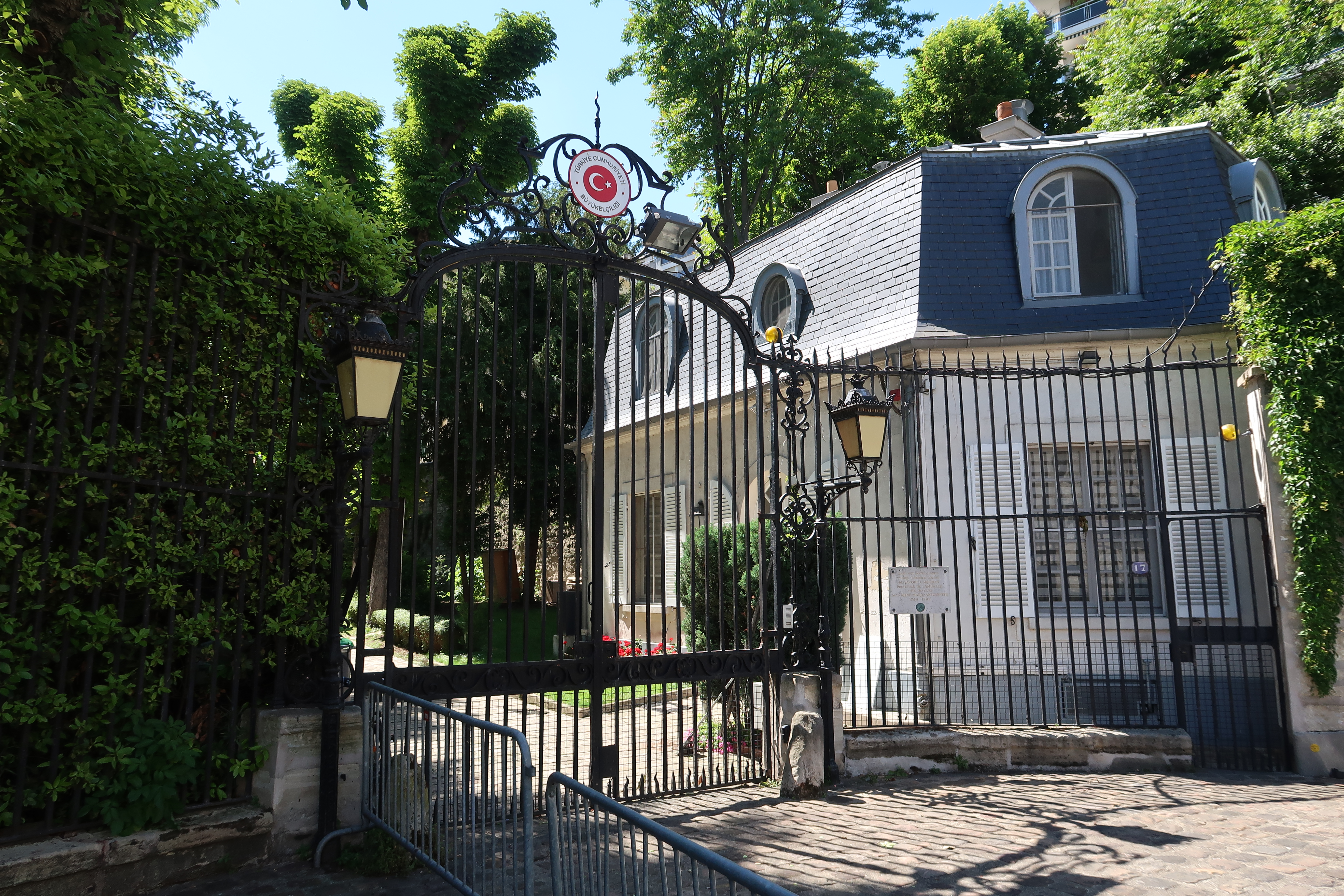
Entrée 17, rue d'Ankara.

### Extérieurs
Orientée sud-est, la façade de style classique fait 40 mètres de longueur. Elle donne sur une terrasse et des jardins qui, à l'origine, se poursuivaient jusqu'à la Seine. Des statuent ornent le parc.
Sous la terrasse se trouve une pièce semblable à une grotte, aménagée par le duc de Lauzun. En forme de coquille Saint-Jacques, elle est pavée d'une mosaïque réalisée à partir de galets et accueille une fontaine de marbre rose.
L'hôtel est séparé de la maison de Balzac toute proche par la rue Berton, une voie piétonne ancienne.

### Intérieur
L'entrée de l'hôtel au niveau de la façade nord-ouest se fait par de hautes portes vitrées et donne accès à un grand hall qui s'étend sur la moitié de la longueur du bâtiment. Il y a quatre pièces de réception principales.

### Décors
Un des salons de l'hôtel est lambrissé de bois sculpté, une installation qui ornait à l'origine le château de la Tuilerie, à Auteuil.
Deux tableaux de Noël Nicolas Coypel y ont été déposés par le musée du Louvre en 1958 : Une Nymphe et l'Amour et L'Innocence et l'Amour.
Des œuvres et des objets turcs décorent les pièces, notamment huit toiles de l'artiste Fikret Mouâlla. Dans le grand hall sont présentées des tapisseries de Beauvais et une peinture de style orientaliste.